# Goniobranchus loringi
Goniobranchus loringi is een slakkensoort uit de familie van de Chromodorididae. De wetenschappelijke naam van de soort is voor het eerst geldig gepubliceerd in 1864 door Angas.